# Ilex yangchunensis
Ilex yangchunensis är en järneksväxtart som beskrevs av Chang Jiang Tseng. Ilex yangchunensis ingår i släktet järnekar, och familjen järneksväxter. Inga underarter finns listade i Catalogue of Life.